# Eiskunstlauf-Europameisterschaften 1985
Die 77. Eiskunstlauf-Europameisterschaften fanden vom 4. bis 10. Februar 1985 im Scandinavium in Göteborg statt.

## Ergebnisse

### Herren
| Platz | Sportler              | Land                   |
| ----- | --------------------- | ---------------------- |
| 1     | Jozef Sabovčík        | Tschechoslowakei       |
| 2     | Wladimir Kotin        | Sowjetunion            |
| 3     | Grzegorz Filipowski   | Polen                  |
| 4     | Heiko Fischer         | BR Deutschland         |
| 5     | Falko Kirsten         | DDR                    |
| 6     | Wiktor Petrenko       | Sowjetunion            |
| 7     | Fernand Fédronic      | Frankreich             |
| 8     | Richard Zander        | BR Deutschland         |
| 9     | Lars Åkesson          | Schweden               |
| 10    | Petr Barna            | Tschechoslowakei       |
| 11    | Alessandro Riccitelli | Italien                |
| 12    | Nils Köpp             | DDR                    |
| 13    | Ralf Burghart         | Österreich             |
| 14    | Lars Dresler          | Dänemark               |
| 15    | Stephen Pickavance    | Vereinigtes Königreich |
| 16    | Oula Jaaskelainen     | Finnland               |
| 17    | Wojciech Gwinner      | Polen                  |
| 18    | Imre Raábe            | Ungarn                 |
| 19    | Ed van Campen         | Niederlande            |
| 20    | Fernando Soria        | Spanien                |
|       | Oliver Höner (Z)      | Schweiz                |

- Z = Zurückgezogen

### Damen
| Platz | Sportlerin               | Land                   |
| ----- | ------------------------ | ---------------------- |
| 1     | Katarina Witt            | DDR                    |
| 2     | Kira Iwanowa             | Sowjetunion            |
| 3     | Claudia Leistner         | BR Deutschland         |
| 4     | Simone Koch              | DDR                    |
| 5     | Anna Kondraschowa        | Sowjetunion            |
| 6     | Natalja Lebedewa         | Sowjetunion            |
| 7     | Claudia Villiger         | Schweiz                |
| 8     | Patricia Neske           | BR Deutschland         |
| 9     | Agnès Gosselin           | Frankreich             |
| 10    | Susan Jackson            | Vereinigtes Königreich |
| 11    | Sandra Cariboni          | Schweiz                |
| 12    | Constanze Gensel         | DDR                    |
| 13    | Lotta Falkenbäck         | Schweden               |
| 14    | Elise Ahonen             | Finnland               |
| 15    | Tamara Téglássy          | Ungarn                 |
| 16    | Katrien Pauwels          | Belgien                |
| 17    | Florence Copp            | Frankreich             |
| 18    | Sabine Paal              | Österreich             |
| 19    | Beatrice Gelmini         | Italien                |
| 20    | Paola Tosi               | Italien                |
| 21    | Connie Sjoholm-Jorgensem | Dänemark               |
| 22    | Nevenska Lisak           | Jugoslawien            |
| 23    | Vibeke Sørensen          | Norwegen               |
| 24    | Gabriella Balová         | Tschechoslowakei       |
| 25    | Tjin Li Wang             | Niederlande            |
| 26    | Marta Olozagarre         | Spanien                |

### Paare
| Platz | Sportler                           | Land             |
| ----- | ---------------------------------- | ---------------- |
| 1     | Jelena Walowa / Oleg Wassiljew     | Sowjetunion      |
| 2     | Larissa Selesnjowa / Oleg Makarow  | Sowjetunion      |
| 3     | Weronika Perschina / Marat Akbarow | Sowjetunion      |
| 4     | Birgit Lorenz / Knut Schubert      | DDR              |
| 5     | Manuela Landgraf / Ingo Steuer     | DDR              |
| 6     | Claudia Massari / Daniele Caprano  | BR Deutschland   |
| 7     | Lenka Knapová / René Novotný       | Tschechoslowakei |
|       | Dagmar Kovářová / Jozef Komár (Z)  | Tschechoslowakei |

- Z = Zurückgezogen

### Eistanz
| Platz | Sportler                              | Land                   |
| ----- | ------------------------------------- | ---------------------- |
| 1     | Natalja Bestemjanowa / Andrei Bukin   | Sowjetunion            |
| 2     | Marina Klimowa / Sergei Ponomarenko   | Sowjetunion            |
| 3     | Petra Born / Rainer Schönborn         | BR Deutschland         |
| 4     | Karen Barber / Nicholas Slater        | Vereinigtes Königreich |
| 5     | Natalja Annenko / Genrich Sretenski   | Sowjetunion            |
| 6     | Kathrin Beck / Christoff Beck         | Österreich             |
| 7     | Isabella Michel / Roberto Pelizzola   | Italien                |
| 8     | Jindra Holá / Karol Foltán            | Tschechoslowakei       |
| 9     | Klára Engi / Attila Tóth              | Ungarn                 |
| 10    | Antonia Becherer / Ferdinand Becherer | BR Deutschland         |
| 11    | Sharon Jones / Paul Askham            | Vereinigtes Königreich |
| 12    | Marine Olivier / Philippe Boissier    | Frankreich             |
| 13    | Brunhilde Bianchi / Walter Rizzo      | Italien                |
| 14    | Isabelle Cousin / Martial Mette       | Frankreich             |
| 15    | Gaby Schuppli / Markus Merz           | Schweiz                |
| 16    | Asa Agblad / Christer Thornell        | Schweden               |